# Cyrille Aimée
Cyrille Aimée, geboren als Cyrille-Aimée Daudel (Samois-sur-Seine, 10 augustus 1984), is een Franse in New York wonende jazzzangeres.

## Biografie
Cyrille Aimées moeder is afkomstig uit de Dominicaanse Republiek en haar vader is Frans. Ze studeerde tot 2009 aan de State University of New York at Purchase bij Pete Malinverni, Jon Faddis en Jimmy Greene. In 2007 won ze zowel de eerste prijs alsook de publieksprijs tijdens het Montreux Jazz Festival. In 2008 nam ze in Zwitserland haar debuutalbum Cyrille Aimée & the Surreal Band op, gevolgd door Smile, dat ze inspeelde met de Braziliaanse gitarist Diego Figueiredo. In 2010 was ze winnares van de Sarah Vaughan International Jazz Vocal Competition in Newark (New Jersey). Met gastmuzikanten als Roy Hargrove en Joel Frahm nam ze het in 2011 verschenen album Live at Smalls op. In 2012 werkte ze mee bij het album Junction van de Hot Club of Detroit (met o.a. Jon Irabagon).
In 2015 won ze in de DownBeat-criticus-polls in de categorie «Rising Star». The Wall Street Journal noemde Aimeé een van de meest veelbelovende jazzzangeressen van haar generatie.

## Privéleven
Cyrille Aimeé woont in Brooklyn (New York).

## Discografie

### Albums
- 2009: Cyrille Aimée and the Surreal Band
- 2009: Smile
- 2010: Just The Two Of Us
- 2010: Live at Small's
- 2013: Live at Birdland
- 2014: It's a Good Day (Mack Avenue Records)
- 2016: Let's Get Lost (Mack Avenue Records)
- 2019: Move On: A Sondheim Adventure (Mack Avenue Records)

### Compilaties
- 2014: It's Christmas on Mack Avenue (Mack Avenue Records)

- Bibliothèque nationale de France: cb15971053p (data)
- Gemeinsame Normdatei: 1081647396
- International Standard Name Identifier: 0000 0000 5622 6405
- Library of Congress Control Number: no2011173580
- MusicBrainz: 626c5a3c-b9a0-414f-89d6-756b0f1eceb5
- Système universitaire de documentation: 150998988
- Virtual International Authority File: 79231141
- WorldCat: E39PBJgxrMDPPdpDxR7BpjjKVC